# Mount Beauty
Mount Beauty ist eine Stadt im Nordosten des australischen Bundesstaates Victoria. Sie liegt am Oberlauf des Kiewa River und in der Local Government Area Alpine Shire.

## Geschichte
Die Stadt wurde 1949 von der State Electricity Commission of Victoria als Unterkunftsiedlung für die Arbeiter am Wasserkraftprojekt Kiewa River gegründet. Nach Ende der Bauarbeiten 1967 wurde die Siedlung der Local Government Area unterstellt.
Das erste Postamt wurde in Tawonga South (nördlich der Stadt) am 15. April 1943 eröffnet und in Mount Beauty selbst am 17. Februar 1947. Postämter, die Camp Nr. 2, Camp Nr. 4 und Camp Nr. 5 genannt wurden, gab es in der Zeit von 1949 bis 1953.

## Klima
Das Wetter ist stark von den Jahreszeiten abhängig. Der Winter ist eisig, das Frühjahr kühl, der Sommer sengend heiß und der Herbst farbenreich.

## Veranstaltungen und Freizeit
Jede Jahreszeit bietet ihre eigenen Attraktionen: Skifahren, Wandern, Reiten, Gleitschirmfliegen, Fahrrad- und Mountainbikefahren und Fischen. Im Januar gibt es jedes Jahr einen Wettbewerb im Gleitschirmfliegen, den Bogong Cup.
Mount Beauty hat zusammen mit der Nachbargemeinde Dederang (ca. 40 km nördlich) ein Australian-Football-Team Dederang-Mount Beauty, das in der Tallangatta & District Football League spielt.
Golfer können im Mount Beauty Golf Club am Tawonga Crescent spielen.
Mount Beauty bietet ein eigenes Musikfestival, Mountainbike-Wettbewerbe und regelmäßige Wochenendmärkte jeweils am ersten Sonntag im Monat. In der Gegend um die Stadt gibt es auch etliche Feldwege, die von Offroadfahrern genutzt werden können.
Die Stadt bietet einen herrlichen Blick auf die Berge, wie z. B. den Mount Bogong. Von Mount Beauty aus kann man auch Ausflüge zum Wintersportort Falls Creek 32 km südöstlich und zu den Bogong High Plains unternehmen. Am Südende der Stadt gibt es auch viele Geschäfte, in denen man sich Skier leihen kann, und Busgesellschaften, die Tagesausflüge nach Falls Creek anbieten.

## Galeriebilder

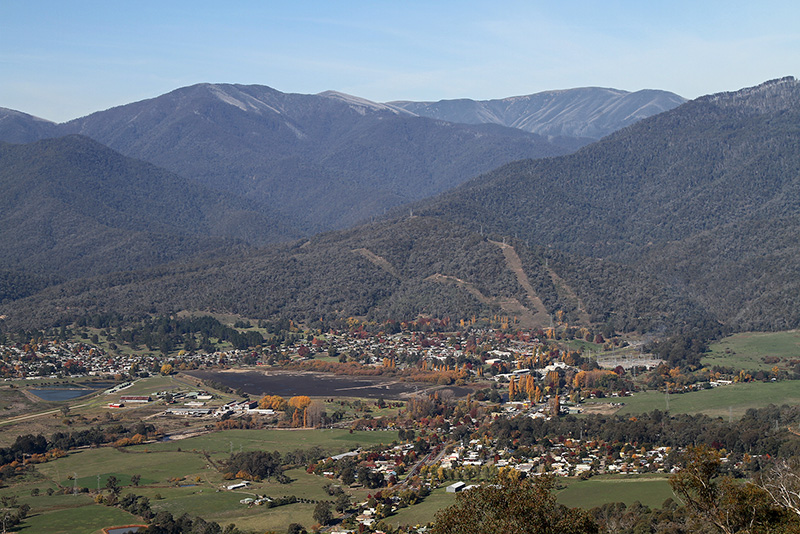
Mount Beauty
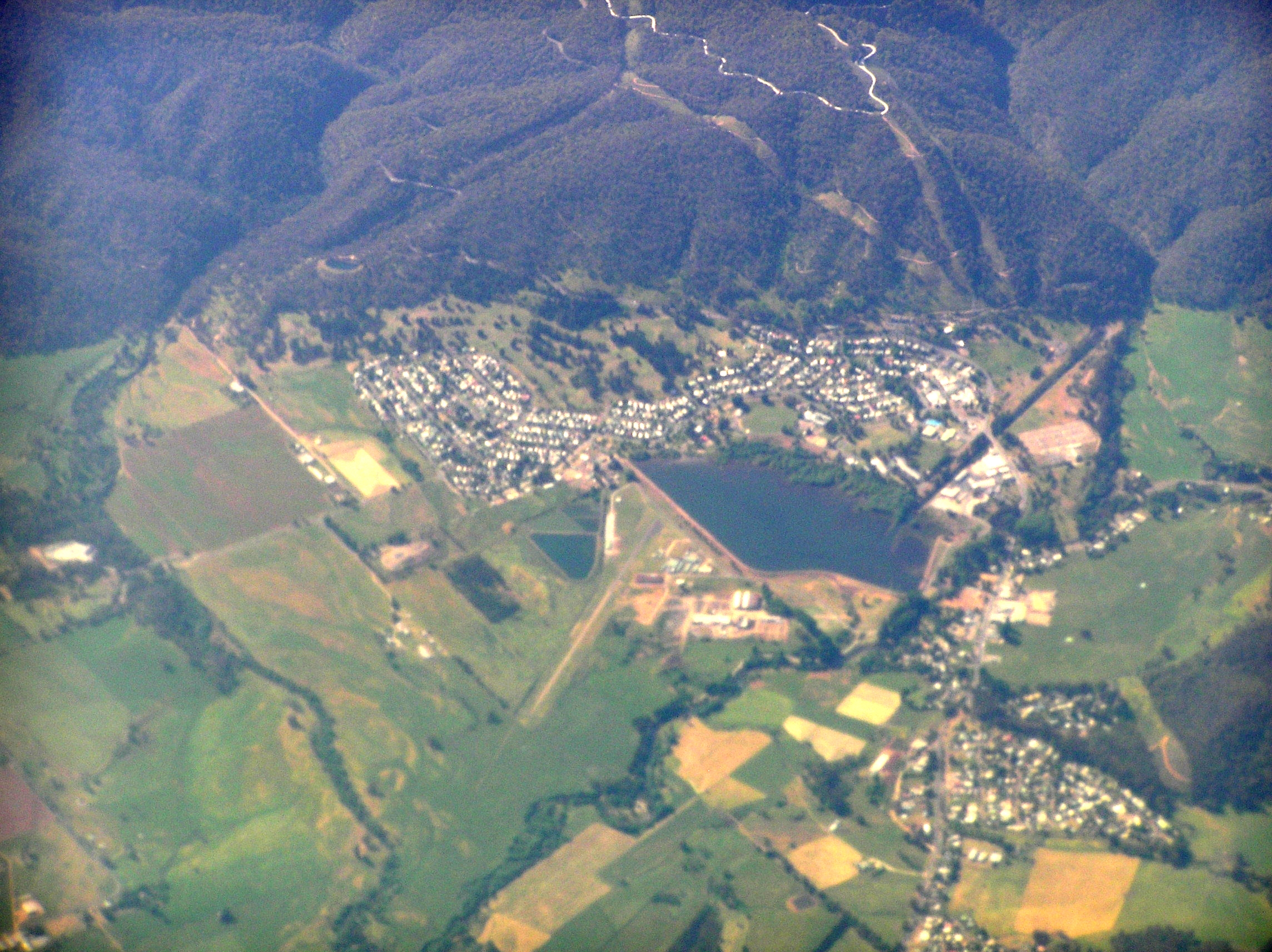
Luftbild von Mount Beauty und Tawonga South

## Persönlichkeiten
- Paul Costa (* 1971), Freestyle-Skier
- Adrian Costa (* 1976), Freestyle-Skier